# 茨木警察署
茨木警察署（いばらきけいさつしょ）は、大阪府警察が管轄する警察署の一つ。

## 所在地
- 大阪府茨木市中穂積一丁目6番38号
  - JR西日本 茨木駅

## 管轄区域
- 茨木市

## 交番
- 鮎川交番 - 茨木市鮎川5丁目1-2
- 茨木駅前交番 - 茨木市駅前1丁目1-14
- 永代町交番 - 茨木市永代町2-20
- 春日丘交番 - 茨木市南春日丘1丁目1-22
- 北大阪流通センター前交番 - 茨木市宮島2丁目1-5
- 郡交番 - 茨木市上郡1丁目2-2
- 下穂積交番 - 茨木市下穂積1丁目1-4
- 総持寺交番 - 茨木市総持寺1丁目2-1
- 玉櫛交番 - 茨木市水尾3丁目1-54
- 玉島交番 - 茨木市玉島2丁目12-28
- 豊川交番 - 茨木市南清水町1-1
- 福井交番 - 茨木市東福井2丁目6-7
- 双葉町交番 - 茨木市双葉町11-23
- 南茨木交番 - 茨木市天王2丁目1-19
- 耳原交番 - 茨木市南耳原2丁目5-10
- 山手台交番 - 茨木市山手台3丁目30-26

## 駐在所
- 石河駐在所 - 茨木市大岩312-4
- 清渓駐在所 - 茨木市泉原1-3
- 見山駐在所 - 茨木市下音羽480

## 主な未解決事件
- 茨木スーパー店員刺殺事件